# 三重県農業大学校
三重県農業大学校（みえけんのうぎょうだいがっこう）とは、三重県が運営する農業大学校。

## 所在地
〒515-2316 三重県松阪市嬉野川北町530

## 交通アクセス
- 伊勢中川駅（近鉄）下車 徒歩約20分
- 国道23号線「小舟江北」交差点を津方面からは右折、伊勢方面からは左折し、直進約5分左側

## 設置学科

### 養成科2年課程
- 入校資格

高等学校を卒業した者又はこれと同等以上の学力を有すると知事が認めた者
- 定員

30名
- 専攻コース

下記「専攻コース」を参照のこと

### 養成科1年課程
- 入校資格

就農への意欲が高く、将来農業経営基盤強化促進法第12条第1項の認定を受けようする者
- 定員

10名
- 専攻コース

下記「専攻コース」を参照のこと

### 専攻コース
- 水田作コース

水稲、小麦、大豆、露地野菜等の栽培を中心に実践的な技術を習得する
- 茶業コース

普通せん茶、深むしせん茶、かぶせ茶、てん茶などの茶種を中心に、実験、観察を行う
- 野菜コース

トマト、キュウリ、イチゴ、露地野菜等の栽培を中心に実践的な技術を習得する
- 花きコース

切り花、鉢花、花木等の栽培を中心に実践的な技術を習得する
- 果樹コース

ナシ、ブドウ、ミカン、カキ等の栽培を中心に実践的な技術を習得する
- 畜産コース

酪農、肉牛、養豚、養鶏の中から専門畜種を選択する
飼養管理や飼料生産の機械操作技術を習得する

## 歴史
- 1936年（昭和11年）3月 ‐ 三重県農林勧修場を旧飯南郡粥見町（現松阪市飯南町粥見）に設置
- 1950年（昭和25年）4月 ‐ 三重県農業経営伝習農場と改称し、旧一志郡豊地村（現松阪市嬉野堀之内町付近）に移転
- 1961年（昭和36年）4月 ‐ 三重県農業経営研修所と改称し、鈴鹿市石薬師町に移転
- 1970年（昭和45年）4月 ‐ 三重県農業経営大学校と改称し、現在地（旧一志郡嬉野町）に移転新築、農業技術センターを創設
- 1978年（昭和53年）4月 ‐ 三重県農業経営大学校が2年制となる
- 1986年（昭和61年）4月 ‐ 三重県農業大学校が設置され、2年制短大卒に準じた資格が付与されることとなる
- 2000年（平成12年）4月 ‐ 1年課程及び水田作コースが新設される
- 2006年（平成18年）4月 ‐ 学校教育法に基づく専修学校へ移行（大学への編入が可能となる）